# Нам Кун Мін
Нам Кун Мін (кор. 남궁민) — південнокорейський актор та режисер.

## Біографія
Нам Кун Мін народився 12 березня 1978 року у столиці Республіки Корея місті Сеул. Свою акторську кар'єру він розпочав у 2001 році з виконання епізодичних ролей в кіно, у наступному році він почав зніматися в телесеріалах. Підвищенню популярності актора сприяла одна з головних ролей в гостросюжетному фільмі «Брудний карнавал». Відомим за межами країни Мін став завдяки ролі в популярному серіалі «Слухай моє серце», після чого вирішив погоджуватися лише на головні ролі. Але таке рішення негативно відбилося на його кар'єрі, актор не знімався майже два роки.
У 2015 році він зіграв одну з головних ролей в фентезійному серіалі «Дівчина, яка бачить запахи» Численні нагороди принесла актору головна роль в популярному серіалі «Шеф Кім» (2017). Роль бухгалтера-шахрая що мріяв заробити 1 млн доларів та емігрувати до однієї з європейських країн, який випадково стає шефом одного з відділів великої корпорації та повністю змінює свій стиль життя, неочікувано перетворившись у відповідальну та порядну людину, дуже сподобалася глядачам. У тому ж році він зіграв головну роль у політичному трилері «Спотворені». У 2018 році актор зіграв головну роль в романтично-комедійному серіалі «Недосяжний».
Навесні 2019 року відбулася прем'єра нового серіалу «Лікар — ув'язнений», головну роль лікаря що працює у в'язниці виконує Нам Кун Мін.

## Фільмографія

### Телевізійні серіали
| Рік       | Назва                          | Роль                    | Мережа    |
| --------- | ------------------------------ | ----------------------- | --------- |
| 2002      | «Родина Де Бек»                | Намкун Мін              | SBS       |
| 2003      | «Рожевий паркан»               | Хан Дон Хьон            | KBS2      |
| 2003      | «До Вільяма» (міська драма)    | Юн Чун Хо               | KBS2      |
| 2003      | «Моє кохання, мій оппа»        | Сон Су                  | KBS2      |
| 2003      | «Намисто з перлин»             | Хван Чун Хо             | KBS2      |
| 2003      | «Запліснявілі квіти»           | Кі Хун                  | KBS1      |
| 2004      | «Після кохання» (міська драма) | Ин Дже                  | KBS2      |
| 2004      | «Моя прекрасна сім'я»          | Ан Чін Гук              | KBS1      |
| 2005      | «Моє рожеве життя»             | Чі Бак Са               | KBS2      |
| 2006      | «Одного чудового дня»          | Кан Дон Ха              | MBC       |
| 2009      | «Айріс»                        | камео                   | KBS2      |
| 2010      | «Стати мільярдером»            | Чу Вон Сок              | KBS2      |
| 2011      | «Слухай моє серце»             | Чан Чун Ха / Бон Ма Ру  | MBC       |
| 2012      | «Малюнок» (спеціальна драма)   | Кім Хьон Су             | KBS2      |
| 2012      | «Аліса з Чхонгдам-дона»        | Со Ін Чхан (гість)      | SBS       |
| 2013      | «Хо Чон, початок історії»      | Ю До Чі                 | MBC       |
| 2013      | «Роман безробітних»            | Кім Чон Де              | E Channel |
| 2014      | «Мені потрібна романтика 3»    | Кан Тхе Юн              | tvN       |
| 2014      | «обіцянка 12 років»            | Ю Чун Су                | JTBC      |
| 2014      | «Мій таємний готель»           | Чо Сон Гьом             | tvN       |
| 2015      | «Дівчина, яка бачить запахи»   | Квон Че Хї              | SBS       |
| 2015–2016 | «Пам'ятай»                     | Нам Кю Ман              | SBS       |
| 2016      | «Красуня Кон Шим»              | Ан Дан Те / Сок Чун Пьо | SBS       |
| 2016      | «Лікарі»                       | Нам Ба Рам (гість)      | SBS       |
| 2017      | «Шеф Кім»                      | Кім Сон Рьон            | KBS2      |
| 2017      | «Чоловіча гра»                 | камео                   | JTBC      |
| 2017      | «Спотворені»                   | Хан Му Йон              | SBS       |
| 2018      | «Недосяжний»                   | Хун Нам                 | SBS       |
| 2019      | «Лікар — ув'язнений»           | На Ї Дже                | KBS2      |

### Фільми
| Рік  | Назва                               | Роль          | Примітки                                           |
| ---- | ----------------------------------- | ------------- | -------------------------------------------------- |
| 2001 | «Самостійний банджі-джампінг»       | Кім Сон чхоль |                                                    |
| 2002 | «Поганий хлопець»                   | Хьон Су       |                                                    |
| 2006 | «Брудний карнавал»                  | Мін Хо        |                                                    |
| 2007 | «Прекрасна неділя»                  | Мін У         |                                                    |
| 2015 | «Гаряча послуга: жорстокий перукар» | Н/Д           |                                                    |
| 2015 | «Запали мій вогонь»                 | Н/Д           | короткометражний фільм (режисер та автор сценарію) |
| 2016 | «Місячний мотив»                    | Чобї          | Китайський фільм                                   |
| 2017 | «Шпигун за сумісництвом»            | Мін Сок       |                                                    |

### Шоу
| Рік       | Назва                     | Мережа | Примітки                                                          | Посилання |
| --------- | ------------------------- | ------ | ----------------------------------------------------------------- | --------- |
| 2004–2005 | «Music Bank»              | KBS2   | ведучій з 12 листопада 2004 по 29 квітня 2005 (разом з Со Ї Хьон) | [ 10 ]    |
| 2014      | «Ми одружилися» (4 сезон) | MBC    | в парі з Хон Чін Йон                                              | [ 11 ]    |
| 2016–2017 | «Singing Battle»          | KBS    | ведучій (епізоди 1 — 21)                                          | [ 12 ]    |

## Нагороди
| Рік  | Нагорода                                               | Категорія                                                                                  | Робота                        | Результат | Примітки |
| ---- | ------------------------------------------------------ | ------------------------------------------------------------------------------------------ | ----------------------------- | --------- | -------- |
| 1999 | Конкурс Музична зірка KMTV                             | Головний приз VJ                                                                           | Н/Д                           | Перемога  | [ 13 ]   |
| 2003 | 17-та Премія KBS драма                                 | Кращий актор одноактної / спеціальної драми                                                | «До Вільяма»                  | Перемога  | [ 14 ]   |
| 2003 | 17-та Премія KBS драма                                 | Кращий новий актор                                                                         | «Намисто з перлин»            | Номінація | [ 14 ]   |
| 2005 | 19-та Премія KBS драма                                 | Нагорода за популярність                                                                   | «Моє рожеве життя»            | Перемога  | [ 15 ]   |
| 2011 | 30-та Премія MBC драма                                 | Нагорода за майстерність (актор мінісералу)                                                | «Слухай моє серце»            | Номінація |          |
| 2012 | 26-та Премія KBS драма                                 | Кращий актор одноактної / спеціальної драми                                                | «Малюнок»                     | Номінація |          |
| 2013 | 32-га Премія MBC драма                                 | Нагорода за майстерність (актор серіалу)                                                   | «Хо Чон, початок історії»     | Номінація |          |
| 2014 | 14-та Премія розваг MBC                                | Нова зірка року                                                                            | «Ми одружилися» (4 сезон)     | Перемога  | [ 16 ]   |
| 2015 | 23-тя Премія SBS драма                                 | Спеціальна нагорода (актор мінісеріалу)                                                    | «Дівчина, яка бачить запахи»  | Перемога  | [ 17 ]   |
| 2016 | 52-га Премія Пексан                                    | Кращий актор телебачення                                                                   | «Пам'ятай»                    | Номінація |          |
| 2016 | 5-та Зіркова премія APAN                               | Нагорода за майстерність (актор мінісералу)                                                | «Пам'ятай»                    | Перемога  | [ 18 ]   |
| 2016 | 1-ша Премія Азійський артист                           | Краща зірка (актор)                                                                        | «Пам'ятай»                    | Перемога  | [ 19 ]   |
| 2016 | 15-та Премія розваг KBS                                | Кращий артист (категорія: Вар'єте шоу)                                                     | «Битва співаків»              | Перемога  | [ 20 ]   |
| 2016 | 24-та Премія SBS драма                                 | Головний приз (Daesang)                                                                    | «Пам'ятай», «Красуня Кон Шим» | Номінація | [ 21 ]   |
| 2016 | 24-та Премія SBS драма                                 | Нагорода за високу майстерність (актор романтично-комедійної драми)                        | «Красуня Кон Шим»             | Перемога  | [ 21 ]   |
| 2016 | 24-та Премія SBS драма                                 | Зірка Корейської хвилі                                                                     | «Красуня Кон Шим»             | Номінація | [ 21 ]   |
| 2016 | 24-та Премія SBS драма                                 | Краща пара разом з Пан Мін А                                                               | «Красуня Кон Шим»             | Номінація | [ 21 ]   |
| 2016 | 24-та Премія SBS драма                                 | Топ-10 зірок                                                                               | «Красуня Кон Шим»             | Перемога  | [ 21 ]   |
| 2016 | 24-та Премія SBS драма                                 | Нагорода Ідол академії (Meokbang)                                                          | «Красуня Кон Шим»             | Номінація | [ 21 ]   |
| 2017 | 53-тя Премія Пексан                                    | Кращий актор телебачення                                                                   | «Шеф Кім»                     | Номінація |          |
| 2017 | 44-та Korean Broadcasting Awards                       | Кращий актор                                                                               | «Шеф Кім»                     | Перемога  | [ 22 ]   |
| 2017 | 10-та Премія Корейської драми                          | Нагорода за високу майстерність (актор)                                                    | «Шеф Кім»                     | Номінація |          |
| 2017 | 1-ша Сеульська премія                                  | Кращий актор драми                                                                         | «Шеф Кім»                     | Номінація | [ 23 ]   |
| 2017 | 8-ма Премія Корейської популярної культури та мистецтв | Подяка від міністра культури, спорту та туризму                                            | Н/Д                           | Перемога  | [ 24 ]   |
| 2017 | 2-га Премія Азійський артист                           | Кращий артист                                                                              | «Шеф Кім»                     | Перемога  | [ 25 ]   |
| 2017 | 31-ша Премія KBS драма                                 | Нагорода за високу майстерність (актор)                                                    | «Шеф Кім»                     | Перемога  | [ 26 ]   |
| 2017 | 31-ша Премія KBS драма                                 | Нагорода за майстерність (актор середньотривалої драми)                                    | «Шеф Кім»                     | Номінація | [ 26 ]   |
| 2017 | 31-ша Премія KBS драма                                 | Нагорода Netizen (чоловіки)                                                                | «Шеф Кім»                     | Номінація | [ 26 ]   |
| 2017 | 31-ша Премія KBS драма                                 | Краща пара разом з Нам Сан Мі                                                              | «Шеф Кім»                     | Номінація | [ 26 ]   |
| 2017 | 31-ша Премія KBS драма                                 | Краща пара разом з Лі Чун Хо                                                               | «Шеф Кім»                     | Перемога  | [ 26 ]   |
| 2017 | 25-та Премія SBS драма                                 | Головний приз (Daesang)                                                                    | «Спотворені»                  | Номінація | [ 27 ]   |
| 2017 | 25-та Премія SBS драма                                 | Нагорода за високу майстерність (актор серіалу що транслювався по понеділках та вівторках) | «Спотворені»                  | Перемога  | [ 28 ]   |